# Esperanza Bosch Fiol
Esperanza Bosch Fiol (Palma, 1958) és una psicòloga i professora d'universitat espanyola especialista en violència contra les dones, estudis de gènere i estudis feministes. Un dels seus principals focus d'estudi és l'assetjament sexual en l'àmbit universitari espanyol. És cofundadora i portaveu del Lobby de Dones creat el 1994. Des de la seva creació el 2004 dirigeix l'Oficina d'igualtat entre dones i homes de la Universitat de les Illes Balears (UIB). Dirigeix també el Màster en Polítiques d'igualtat i prevenció de la violència de gènere de la UIB a més de ser directora de la Càtedra d'Estudis de Violència de Gènere i ser presidenta de l'Associació Universitària d'Estudis de Gènere. És codirectora de la Universitat d'Estiu d'Estudis de Gènere.

## Trajectòria
Llicenciada en Psicologia per la Universitat de Barcelona és doctora en psicologia i Professora de Psicologia Bàsica de la Universitat de les Illes Balears després que el 1996 entrés en vigor el nou Codi Penal espanyol en el qual per primera vegada s'incloïa com a delicte l'assetjament sexual va realitzar la seva tesi sobre l'"Estudi comparatiu en població universitària de conductes susceptibles de ser tipificades com a assetjament sexual" (1998) i publicada l'any 2000: "Assetjament sexual i violència de gènere" en l'editorial Documenta Balear.
Investigadora principal en diversos projectes: Aprofundint en el mite de l'amor romàntic en la violència contra les dones en la parella i "L'assetjament sexual en l'àmbit universitari, elements per millorar mesures de prevenció, detecció i intervenció" de l'Instituto de la Mujer.
Membre fundadora i directora del grup de recerca “Estudis de gènere” de la Universitat dels Illes Balears. També dirigeix l'Observatori per a la Igualtat de la UIB. És codirectora de la “Universitat d’Estiu d’Estudis de Gènere” (Universitat d'Estiu d'Estudis de gènere) que se celebra anualment des de 1997 en el marc dels cursos d'estiu de la UIB.
Els seus primers textos sobre dona i psicologia daten de mitjan els anys 80. En 1992 va publicar La misogínia medieval i la seva repercussió en el concepte de malaltia mental de la dona. Des de llavors ha desenvolupat la seva recerca en violència de gènere, misogínia i patriarcat creant un grup de treball a la Universitat de les Illes Balears. Un dels seus principals focus és l'assetjament sexual i de manera específica l'assetjament sexual a les universitats.
L'any 2000 va ser cofundadora de l'Associació Universitària d'Estudis de Gènere i des del curs 2004/2005 és la directora de l'Oficina d'igualtat entre dones i homes de la Universitat de les Illes Balears.
Des de la seva creació lidera la Universitat d'Estiu d'Estudis de Gènere de la qual és codirectora i que el 2021 celebra la seva XXII edició.

### Lobby de Dones
Esperanza Bosch va ser cofundadora en 1994 del Lobby de Dones de Mallorca, organització formada per un centenar de dones de diferents edats, professions i origen en la qual des de llavors ha assumit en diverses ocasions la presidència, la vicepresidència i de la qual és portaveu.

## Assetjament sexual a les universitats
Bosch ha abordat el fenomen de la violència contra les dones en ciències socials en termes de teorització, anàlisi i recerca. D'altra banda és autora d'un dels primers estudis sobre l'assetjament sexual en l'àmbit universitari espanyol i directora del projecte de recerca L'assetjament sexual en l'àmbit universitari. Elements per millorar la implementació de mesures de prevenció, detecció i intervenció (2009) finançat per l'Institut de la Dona.
L'assetjament sexual no és una qüestió de sexe sinó una qüestió de poder, és una violència de gènere que s'exerceix bàsicament sobre les dones pel fet de ser dones, assenyala Bosch. Denúncia que a la universitat existeix la naturalización absoluta de determinats comportaments que ni tan sols són percebuts com a assetjament i que existeix una absoluta impunitat entre el professorat «de normalitzat que està no es detecta i no es concep que és alguna cosa que no ha de passar en cap concepte en un àmbit universitari o en la societat en general». Recorda que en general les denúncies només representen una part mínima del que realment passa, és un fet que es coneix a partir d'estudis i enquestes... quan es parla de prop del problema i es concreta que estem parlant la incidència augmenta d'una manera important. Assenyala que encara està molt arrelada la concepció que «el patriarcat en la seva essència diu als homes que qualsevol home té dret a cometre qualsevol tipus d'apropament a qualsevol dona» i que «de tant naturalitzat no hi ha denúncies». Per combatre-ho reclama un sistema sancionador per a alumnes, professors i personal d'administració de serveis i assenyala l'important paper de les Oficines d'Igualtat de les Universitats per aconseguir que la universitat sigui un «territori lliure de violència»

## Publicacions

### Llibres
- Assetjament sexual i violència de gènere (2000) Documenta Balear. ISBN 9788489067745
- Historia de la misogínia (2000) Editorial Antropos.[12]
- Violència contra les dones, l'amor com coartada, Editorial Antropos
- Los feminismos como herramientas de cambio social (II): de la violencia contra las mujeres a la construcción del pensamiento feminista. (2007) Universitat de les Illes Balears, 2007. Compiladoras: Victoria A. Ferrer Pérez i Esperanza Bosch Fiol.[13]
- El laberinto patriarcal. Editorial Antropos
- La voz de las invisibles. Las víctimas de un mal amor que mata. (2002) Editorial Càtedra.[14] Col·lecció Feminismes. Esperanza Bosch Fiol i Victòria A. Ferrer. ISBN 978-84-8384-000-9
- Historia de la misogínia (2020) 2a edició revisada i augmentada. Margarita Gili Planas, Esperanza Bosch Fiol, Victoria A. Ferrer Pérez. Editorial Antropos.

### Articles
Bosch ha publicat nombrosos articles especialment referits a la violència contra les dones, la misogínia i el patriarcat des d'una aproximació de les ciències socials i la psicologia, amb freqüència compartint recerca i autoria amb Victòria A. Ferrer Pérez.
- La violencia de género: De cuestión privada a problema social. (2000) Psychosocial Intervention, vol. 9, núm. 1, 2000, pp. 7-19
- Introduciendo la perspectiva de género en la investigación psicológica sobre violencia de género. Anales de Psicología (2005)
- El papel del movimiento feminista en la consideración social de la violencia contra las mujeres: el caso de España. (2007) Revista de Estudios Feministas Labrys. Nº 10 Dossier España.
- La violencia de género en la formación universitaria: análisis de factores predictores Ferrer Pérez, V. A., Bosch Fiol, E., Navarro Guzmán, C. (2011).
- Del amor romántico a la violencia de género. Para una coeducación emocional en la agenda educativa. Esperanza Bosch Fiol y Victoria A. Ferrer Pérez (2013)
- Nuevo modelo explicativo para la violencia contra las mujeres en la pareja: el modelo piramidal y el proceso de filtraje (2013) Esperanza Bosch y Victoria A. Ferrer Pérez. Asparkia.
- Movimiento #MeToo: el emperador está desnudo. (2018)